# Arnold Hendrik Koning (1839-1926)

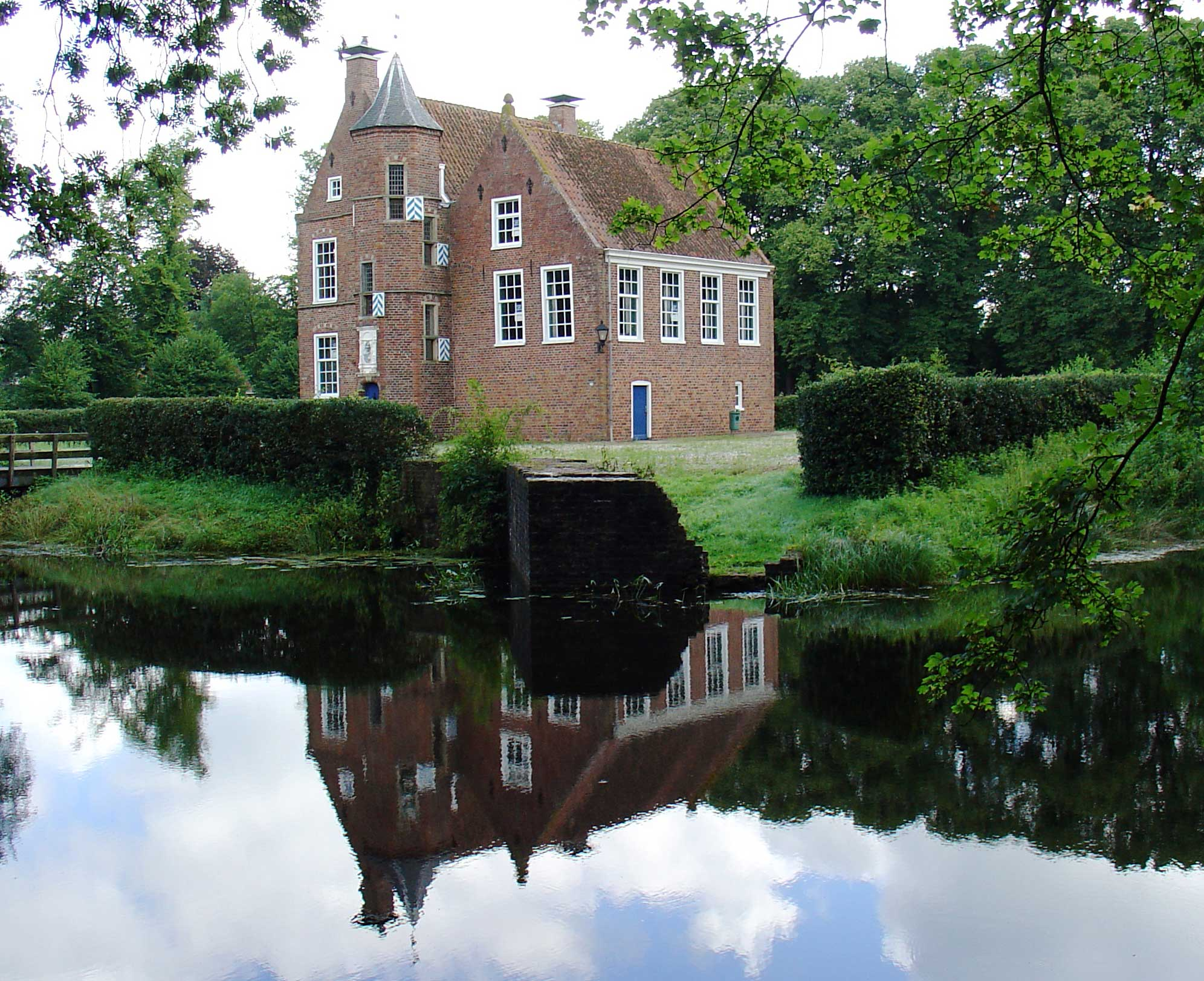
De Wedderborg, het woonverblijf waar Koning resideerde

Arnold Hendrik Koning (Wedde, 26 september 1839 – aldaar, 17 november 1926) was een Nederlandse burgemeester en notaris.

## Leven en werk
Mr. Koning was een zoon van de burgemeester en notaris mr. Johannes Sixtus Gerhardus Koning en Anna Henrietta Gezina Roessingh. Hij studeerde rechten aan de universiteit van Groningen en promoveerde aldaar in 1864. Hij vestigde zich na zijn studie als kandidaat-notaris en was tevens advocaat bij de rechtbank van Winschoten. In december 1865 werd hij benoemd tot burgemeester van  Vlagtwedde, als opvolger van Tonnis Klaas Land. Van deze gemeente waren, voor hem, ook zijn vader en zijn oom Frederik Roessingh burgemeester geweest. In oktober 1868 werd Koning benoemd tot notaris met als standplaats Finsterwolde. Het ambt van notaris bekleedde hij 52 jaar, totdat hem in september 1920 op zijn verzoek eervol ontslag werd verleend. Hij werd in september 1895 benoemd tot Ridder in de Orde van Oranje-Nassau. Koning trouwde op 16 november 1866 te Sneek met Titia Margaretha Hesselink, dochter van Abraham Hesselink en Alida Bleeker. Hij overleed in november 1926 op 87-jarige leeftijd in Wedde. 

## Wedderborg
Koning woonde en overleed op de Wedderborg, een borg te Wedde die door zijn gelijknamige grootvader in 1829 van de stad Groningen was gekocht.

## Bond van orde door hervorming
Koning richtte in 1893 de Bond van Orde door Hervorming op. Hiermee wilde hij een tegenwicht te bieden aan de Sociaal-Democratische Bond, om daarmee het oprukkend socialisme onder leiding van Domela Nieuwenhuis de wind uit de zeilen te nemen in het Groningse Oldambt en daarbuiten.